# Frédérique-Charlotte de Hesse-Darmstadt
Frédérique-Charlotte de Hesse-Darmstadt née le 8 septembre 1698 à Darmstadt et décédée le 22 mars 1777 à Darmstadt est une princesse de Hesse-Darmstadt et par mariage, de Hesse-Cassel

## Biographie
Frédérique-Charlotte est la fille de Ernest-Louis de Hesse-Darmstadt (1667-1739) et de Dorothée-Charlotte de Brandebourg-Ansbach (1661-1705), fille d'Albert II de Brandebourg-Ansbach. Elle épouse le 28 novembre 1720 Maximilien de Hesse-Cassel (1689-1753), à Darmstadt. Ils ont sept enfants :
1. Charles (30 septembre 1721 - 23 novembre 1722)
2. Ulrique-Frédérique de Hesse-Cassel (31 octobre 1722 - 28 février 1787) qui épouse en 1752 Frédéric-Auguste Ier d'Oldenbourg
3. Christine-Charlotte (11 février 1725 - 4 juin 1782), abbesse de l'abbaye de Herford
4. Maria (25 février 1726 - 14 mars 1727)
5. Wilhelmine de Hesse-Cassel (1726-1808) qui épouse en 1752 Henri de Prusse (1726-1802), frère de Frédéric le Grand.
6. Élisabeth-Sophie-Louise (10 novembre 1730 - 4 février 1731)
7. Caroline de Hesse-Cassel (10 mai 1732 - 22 mai 1759) qui épouse en 1753 Frédéric-Auguste d'Anhalt-Zerbst, frère de Catherine II.